# Tratado de paz

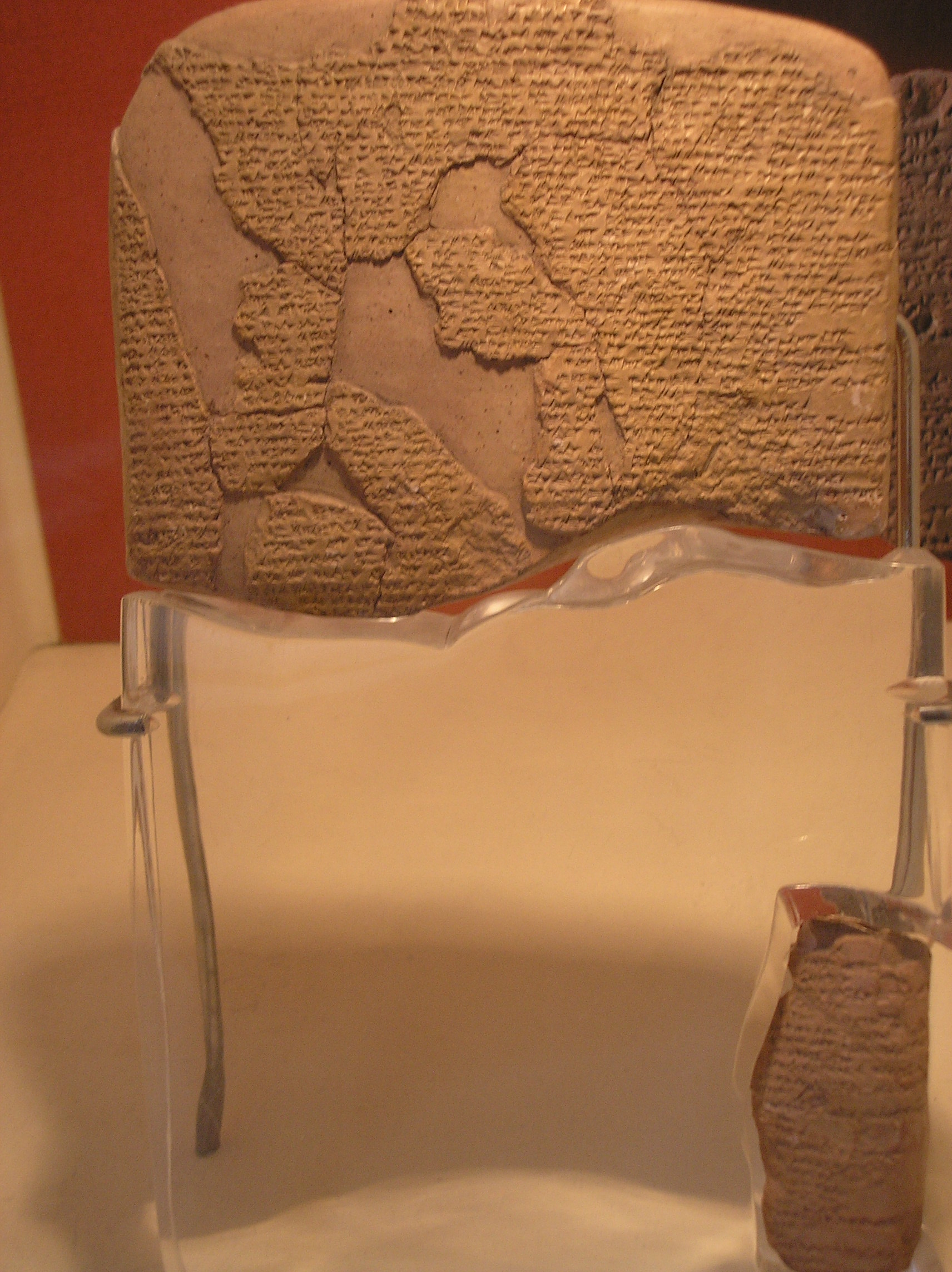
Tábua do mais antigo tratado de paz que chegou aos nossos dias, o Tratado de Kadesh, exposto no Museu Arqueológico de Istambul

Um tratado de paz é um acordo entre duas partes hostis, geralmente países ou governos, que terminam formalmente um conflito armado. Não se deve confundir com armistício, que é quando as partes em conflito decidem parar de lutar.

## Elementos dos tratados
O conteúdo de um tratado geralmente depende da natureza do conflito que está sendo concluído. No caso de grandes conflitos entre várias partes, pode haver um tratado internacional cobrindo todas as questões ou tratados separados assinados entre cada parte.
Existem muitos problemas possíveis que podem ser incluídos em um tratado de paz, como os seguintes:
- Designação formal de fronteiras;
- Processos para resolver disputas futuras;
- Acesso e distribuição de recursos;
- Status de refugiados;
- Status de prisioneiros de guerra;
- Liquidação de dívidas existentes;
- Definição de comportamento injusto;
- A reaplicação dos tratados existentes;
- Punições.

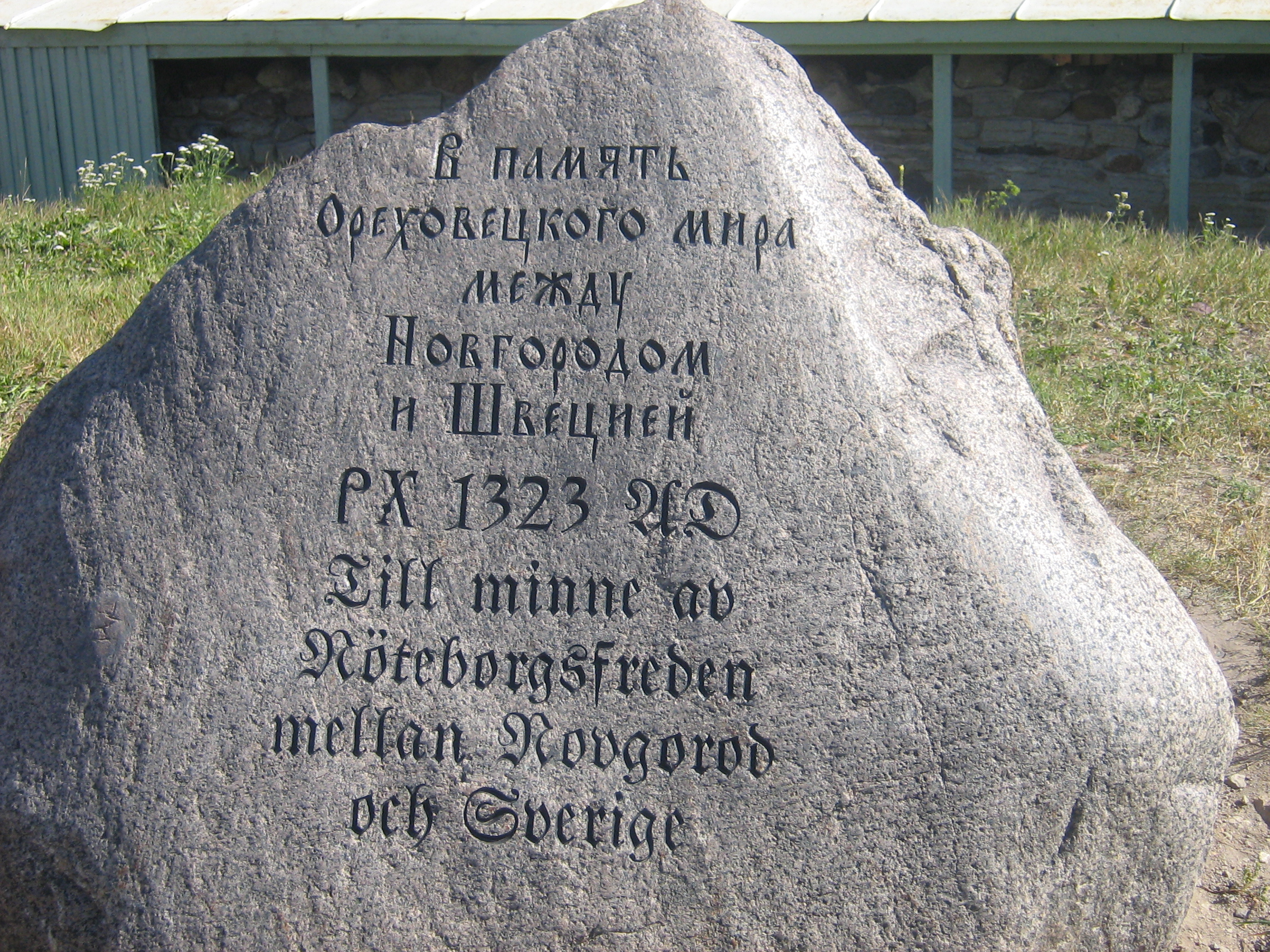
O "Memorial da Paz" sobre o Tratado de Nöteborg na Ilha Orekhovy

Na história moderna, certas situações de conflito podem chegar a um cessar-fogo antes de serem tratadas por meio de um processo de paz, no qual uma série de etapas discretas são tomadas de cada lado para alcançar o objetivo final mutuamente desejado de paz e a assinatura de um tratado.
Normalmente tratados de paz não são usados para encerrar uma guerra civil, especialmente nos casos de uma secessão fracassada, pois implica o reconhecimento mútuo da condição de Estado. Em casos como a Guerra Civil Estadunidense, geralmente termina quando o exército do lado perdedor se rende e seu governo entra em colapso. Em contraste, uma secessão ou declaração de independência bem-sucedida costuma ser formalizada por meio de um tratado de paz.
Os tratados são frequentemente ratificados em territórios considerados neutros para as partes em conflito e delegados dos países neutros atuam como testemunhas para os signatários.

## Papel das Nações Unidas
Desde sua fundação após a Segunda Guerra Mundial, a Organização das Nações Unidas tem procurado atuar como um fórum para a resolução de questões de conflito internacional. Vários tratados e obrigações internacionais estão envolvidos nos quais os Estados-membros procuram limitar e controlar o comportamento durante a guerra. A ação de declarar guerra atualmente é muito improvável de ser realizada.

### Tratado de paz sob as Nações Unidas
Desde o fim da Segunda Guerra Mundial, o Artigo 2 da Carta das Nações Unidas restringe o uso da força militar. A Carta da ONU permite apenas duas exceções: "medidas militares por resoluções do Conselho de Segurança da ONU" e "exercício de autodefesa" em países sujeitos a ataques armados em relação ao uso da força pelos Estados. No sistema atual da ONU, a guerra é desencadeada apenas pela aplicação de medidas militares de acordo com as resoluções do Conselho de Segurança da ONU ou pelo exercício dos direitos de autodefesa contra ataques armados ilegais.
Portanto, se surge o uso de força militar, é chamado de 'conflito armado internacional' em vez de 'guerra'. O fato de que o atual sistema de direito internacional evita o uso do termo 'guerra' também evita a conclusão de um tratado de paz baseado na existência de guerra. Um tratado de paz não foi assinado após o fim da Guerra do Iraque em 2003, apenas a Resolução 1 483 do Conselho de Segurança da ONU que foi adotada em 22 de maio de 2003, estipulou o regime pós-guerra exclusivamente para a estabilidade e segurança do Iraque.

### Eleições pós-conflito
Um dos papéis da ONU nos processos de paz é conduzir eleições pós-conflito.
Quando os acordos de paz transformam grupos rebeldes em partidos políticos, o efeito sobre a paz é positivo, especialmente se os interventores internacionais aproveitarem a distribuição de poder para fazer com que os ex-combatentes cumpram os termos de seu acordo de paz.

## Alguns tratados de paz
- Tratado de Kadesh - ca. 1259 a.C.
- Tratado de Edimburgo-Northampton - 1328
- Tratado de Madrid - 1526
- Paz de Vestfália - 1648
- Tratado de Roskilde - 1658
- Tratado de Lisboa - 1668
- Tratado de Brest-Litovski - 1918
- Tratado de Versalhes - 1919